# Patin de frein
 (octobre 2017).
Si vous disposez d'ouvrages ou d'articles de référence ou si vous connaissez des sites web de qualité traitant du thème abordé ici, merci de compléter l'article en donnant les références utiles à sa vérifiabilité et en les liant à la section « Notes et références ».

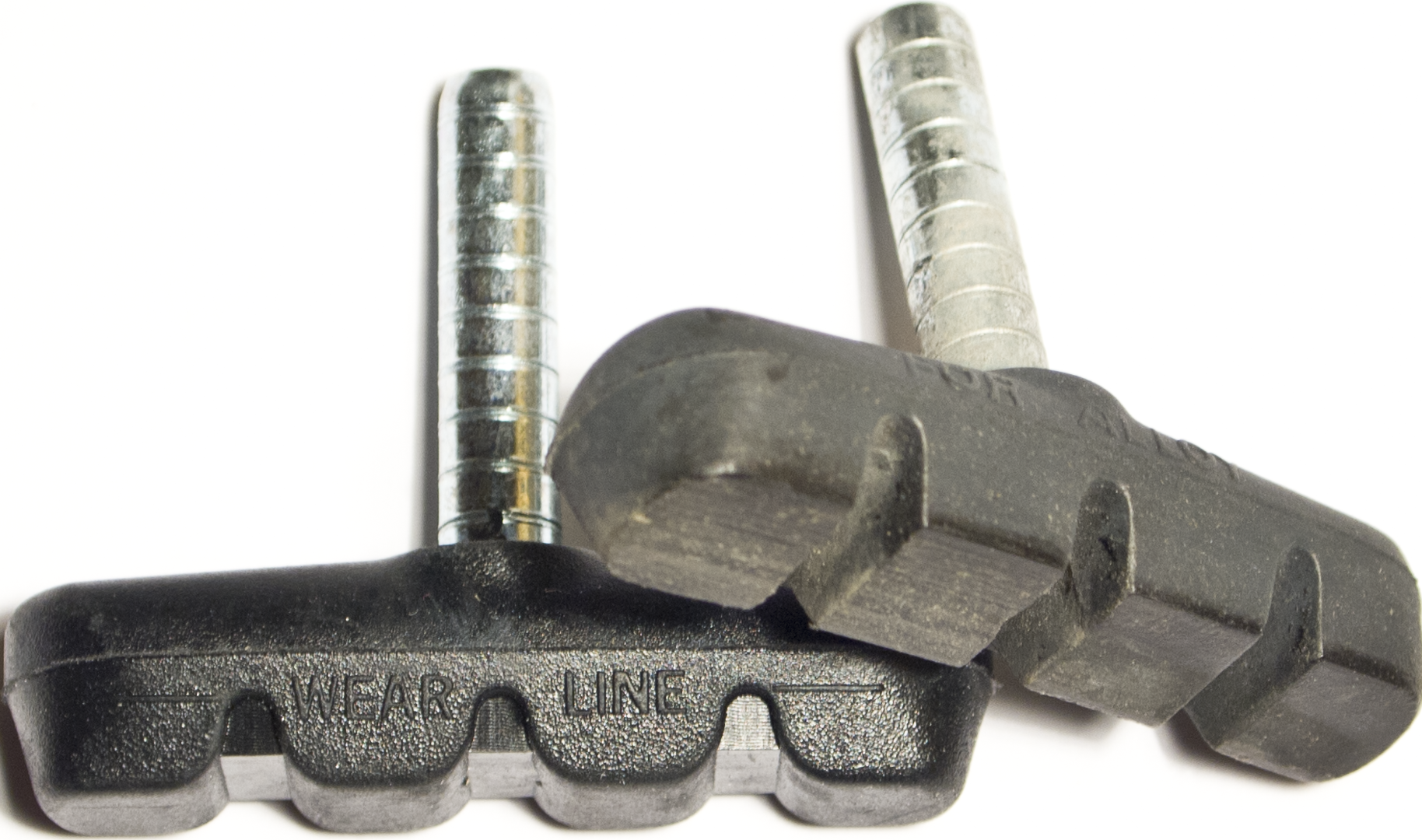
Patins de vélo

Le frein à patin est un élément d'une bicyclette. Il s'agit d'une pièce de quelques centimètres de long par quelques millimètres de large, souvent constituée d'un matériau tendre permettant de ralentir la bicyclette par frottement sur la jante.

## Fonctionnement
Le cycliste tend le câble de frein d'au moins une des manettes. Ce câble agit sur un étrier de frein qui resserre les patins de frein sur les deux côtés de la jante. La friction du patin sur l'acier convertit l'énergie cinétique en chaleur, ce qui permet de ralentir et d’arrêter le vélo. L’échauffement a pour effet d'user principalement le patin en caoutchouc, qui est beaucoup plus tendre que l'acier de la jante. La friction use progressivement le patin, qui doit être remplacé dès qu'il perd de son efficacité.
Tout produit sur la jante (eau, huile, boue, etc.) réduit son efficacité, au moins temporairement, il est donc prudent de vérifier leur efficacité régulièrement, surtout en tout terrain, ou lorsque le temps est pluvieux. Les VTT sont de plus en plus équipés de freins à disque pour éviter ces différents inconvénients.

## Types
Il existe différents types de patins : en plastique, en caoutchouc, en aluminium...